# Quarto d’Altino
Quarto d'Altino (velenceiül San Micel del Quarto d'Altin) település Olaszországban, Veneto régióban, Velence megyében. Lakosainak száma 8019 fő (2023. január 1.). Quarto d’Altino Casale sul Sile, Marcon, Meolo, Mogliano Veneto, Musile di Piave, Roncade és Velence községekkel határos.
A „Quarto D'Altino” név a „Quarto” (negyed) előtagból származik, mivel a város negyed mérföldre volt Altinum római várostól.

## Népesség
A település népességének változása:
| Lakosok száma | 8129 | 8094 | 8019 |
|               | 2017 | 2018 | 2023 |